# Jean-Pierre Desthuilliers
Jean-Pierre Desthuilliers (Versailles, 22 ottobre 1939 – Parigi, 6 dicembre 2013) è stato un poeta francese.

## Biografia
Compie gli studi medio superiore nel Liceo Albert-de-Mun indirizzo latino-greco, nella scuola del Gai Savoir di Michel Bouts, poi nel liceo misto di Meaux, attualmente Liceo Henri Moissan, indirizzo classica poi matematica elementare..
Nel 1956 è ammesso a un corso preparatorio (“Classe préparatoire” in francese) alle scuole superiori nel Liceo Henri-IV, dove ha come professori Jean Itard e Émile Riche. Ingegnere ENSICA promozione 1962.
Fa una prima carriera da ingegnere e quadro nell'industria, in Nord-Aviation dove lavora sull'aereo Transall, poi nella Compagnia dei Freni e Segnali Westinghouse (Compagnie des Freins et Signaux Westinghouse) di Sevran dove registra diversi brevetti d'invenzione su sistemi di fluidodinamica, poi da Rank Xerox Francia, e finalmente da Bernard Moteurs, allora filiale di Renault. Poi siede dieci anni nel Comitato di Direzione di una società privata concessionaria di un servizio pubblico, Cofiroute, dove definisce e organizza tutti i sistemi di monetica e di pedaggio.
Successivamente è manager-socio da Bossard Consultants dove contribuisce a sviluppare la sociodinamica sotto la guida di Jean-Christian Fauvet e crea un servizio di innovazione pedagogica.
Nel 1992, fonda un'agenzia-consiglio in ingegneria pedagogica impiantata a Boulogne-Billancourt.
Ha cominciato a scrivere nel 1954, incoraggiato per il poeta Jehan Despert chi lo pubblicò nei suoi Cahiers de l'Île de France e le aprì le colonne del Figaro
Ha occupato da 1959 funzioni associative culturali, in particolare:
- dal 1962 al 1974 nella Casa dei Giovani e della Cultura, poi nel Centro Culturale di Chelles dove lavorò tra l'altro, con Michel Heim;
- dal 1978 al 1983 dall'ACILECE, creata intorno a Maurice Fombeure;
- dal 1983 a La Jointée, associazione editrice di Jointure di cui fu co-creatore con, in particolare, Jacques Arnold[8], Georges Friedenkraft, Daniel Sauvalle e altri poeti, e dove esercitò la funzione di presidente-tesoriere durante molto tempo e di cui è attualmente direttore di pubblicazione;
- dal 2004 nel teatro Aire-Falguière del quale è l'amministratore.

È stato membro della Società dei poeti francesi Société des poètes français.
Peraltro, parallelamente alla sua attività professionale e allo suo lavoro letterario, Jean-Pierre Desthuilliers si è impegnato in diverse forme di azione politica e sociale. A questo titolo, in particolare fu:
- dal 2002 al 2008 consulente di quartiere della sua comune di residenza, Boulogne-Billancourt[9];
- è stato uno degli attori, rappresentante dei laureati dell'ENSICA, del processo di avvicinamento tra SUPAERO e l'ENSICA che ha portato alla creazione dell'ISAE nel 2007, poi della fusione delle loro due associazioni di ex-alunni[10], portando alla creazione dell'Associazione Amichevole ISAE, della quale è amministratore, e responsabile della comunicazione. Anche è membro del comitato direttivo del Club Dirigenti dell'associazione, e a questo titolo si ha assunto la responsabilità redazionale del Libro Bianco pubblicato in aprile 2011 sotto il titolo Réinventer le métier d'ingénieur pour en revaloriser le rôle dans la société[11].

È scomparso nel 2013 all'età di 74 anni dopo una lunga malattia.

## Opere

### Poesia
- Opere pubblicate
  - Le cristal opaque[13] · [14], (1974), matite originali di Tardivo[15], edizioni Saint-Germain-des-Prés, collezione Miroir oblique. Questa opera, esaurita dal editore, è adesso pubblicata sotto Licence Art Libre sul sito Culture libre[16], senza le illustrazioni e con una introduzione

- - L'arbre parole[13] · [17] · [18] (1979), disegni di Odile Damon-Leclerc, edizioni José Millas-Martin, collezione Grand Fond. Questa opera, esaurita dal editore, è adesso pubblicata, anche sotto Licence Art Libre sul sito Culture libre[19], senza le illustrazioni

- - Le sculpteur d'eaux, (1987), prefazione di Jacques Arnold, postfazione di Michel Martin de Villemer, seguita per Travaux d'un sculpteur d'eaux, premio Jacques Normand della Société des gens de lettres

- - La vigne adamantine (1999)

- - L'opéra des tarots dorés, pre pubblicazione parziale in Soif de mots, tomo 7, edizioni del Brontosaure, gennaio 2000[20]

- Collaborazione occasionale o regolare a numerose riviste:

- - Les cahiers de l'Île de France, di Jehan Despert
  - La rivista de l'ACILECE[21]

- - Jointure[22] · [23]

- - Saraswati, direzione Silvaine Arabo

- - Phréatique, direzione Silvaine Arabo

- - Envols, Edizioni del Vermillon, Ottawa, Ontario, Canada – direzione Hédi Bouraoui e Jacques Flamand

- - Les cahiers de l'Alba, direzione Mireille Disdero e Alain Castets

- - Le Cerf-Volant

- Presenza in antologie[24]:

- - Poètes de Paris et de l'Île de France, edizioni della Revue Moderne, Parigi 1957

- - Perspectives Spirituelles, edizioni Regain, Monaco 1987

- - Jointhologie, invitation au voyage, edizioni La Jointée, Perpignan 1990

- - Eros en Poésie, Libreria Galleria Racine, Parigi 2002, colla partecipazione del sito Ecrits...vains?

- - ZORNproject, écriture et schizophrénie, libro numerico distribuito per la rete ePagine, marzo 2012[25][26]

### Prefazioni e altri paratesti
- Prefazio del romanzo postumo di Michel Bouts : Sang Breton, e nota bibliografica dettagliata del autore

- Prefazio dell'antologia costituita per Joseph Ouaknine sul tema degli uccelli: Savez-vous parler cui-cui?

- Postfazione dell'opera di Francine Caron : Parcs et lunaparks de Paris, 150 haïkus écolo-ludico-bucoliques

- Prefazio della raccolta di poesie in prosa di Christine Guilloux : Passages

- Prefazio del libro di poesia di Patricia Laranco : Lointitude

- Prefazio, e indice dei termini inusuali e insoliti dell'opera di Michel Martin de Villemer : Morgeline pour ma veuve

- Prefazio dell'opera collettiva dedicata a René Rougerie Du côté de chez René Rougerie, un amour fou de poésie

### Critiche, letture e resoconti
- Due contributi all'opera collettiva Emmanuel Lochac, ses visages et leurs énigmes, 1994

- - Le choc Lochac

- - A propos des Sixains de persévérance

- Saggio critico sul libro Le Miel de l'abîme di Marc Alyn, in Jointure nº 68, primavera 2001

- Lettura ricostructiva[27] del libro L'Épissure des mots di Marc-Williams Debono, in Jointure nº 90, settembre 2009

### Saggi et articoli
- Comment lit-on Rimbaud, quand on a dix-sept ans?, in Les cahiers de l'Alba, numero 6-7 dedicato a Arthur Rimbaud, secondo semestre 2005, pagine 101 a 106

- « Triangulation de la perception : le biface et l'os de seiche », in Plastir nº 15, giugno 2009[28]

- Jacques Bergier, scifique et scientifique, in Jacques Bergier. Une légende… un mythe, libro di omaggi coordinato per Claudine Brelet, Edizioni de l'Harmattan, Parigi, 2010[29]

### Contributi a opere pubblicate
- Le Go, modèle littéraire, in Le Go aux sources de l'avenir, di Pascal Reysset, Edizioni Chiron, Parigi 1992: pagine 130 à 133[30].

- Déléguer, voyage au cœur de la délégation, di Stéphanie Savel, Jean-Pierre Gauthier e Michel Bussières, collezione del Istituto Manpower, Edizioni d'organisation, Parigi 2000: pages 128 et 129, 246 et 247, 332[31].

- Réinventer le métier d'ingénieur pour en valoriser le rôle dans la société, sotto l'etichetta del ISAE Executive Club, il Club dei dirigenti dell'Associazione Amichevole ISAE Supaero Ensica[32].

### Edizione e azione poetica
- Direzione della collezione Les oeuvres jointes[33]

- Creazione e animazione di corsi di scrittura[34] e di spettacoli poetici

- Co-realizzazione, col filosofo Bruno Picot, del cd-rom Henri Landier ou la cohérence d'une œuvre

- Creatore e webmaster di siti consacrati ai scrittori e poeti:

- - Nicole Louvier, Nicole Louvier, donna libera, poetessa, musicista e romanziera

- - Jacques Arnold, Jacques Arnold, poeta, erudito e critico

- - Jacques Bergier, Jacques Bergier, scientifico, scifico e scrittore

- - Elie-Georges Berreby, Elie-Georges Berreby, romanziere, autore drammatico, scultore